# Левиты
Леви́ты  (от ивр. לֵוִי‎, Леви) — часть евреев, потомки колена Левия. В широком смысле слова называются все потомки Левия, в том числе коэны. В узком же значении слова под левитами понимают тех членов колена Левиина, которые не происходили от Аарона, то есть коэны в этом смысле к ним не относятся. Из левитов набирались служители (певчие, музыканты, стража и т. д.) в переносном храме — Скинии, а позднее — в Иерусалимском храме. Примеры обоих значений слова есть в Библии.
Коэны имели собственную иерархию (первосвященник, заместитель, ключники, казначеи). На левитах лежали обязанности священнослужения, они охраняли порядок при богослужении, руководили народом при жертвоприношениях, исцеляли прокажённых, были музыкантами и пели псалмы, составляли почётную храмовую стражу.
Традиционно левиты занимались обучением народа закону Торы; в древности летописцы выходили преимущественно из левитов.
Храмовые жертвоприношения совершались коэнами, однако остальные левиты принимали участие в богослужении и были обязаны заботиться о содержании Скинии, а впоследствии — Храма. В эпоху Второго Храма левиты также закалывали и подготавливали животных для жертвоприношений.
При царе Давиде левитов насчитывалось около 38 000 человек возрастом от 30 лет и старше.
Из всех колен Израиля левиты были единственным коленом, которое не имело собственного удела, то есть территории для проживания колена, и жило среди других колен. Этим поначалу достигалось равномерное распределение священников и служителей по территории Израиля, так что к ним могло обращаться всё население страны.
В то время отделил Господь колено Левиино, чтобы носить ковчег завета Господня, предстоять пред Господом, служить Ему и благословлять именем Его, как это продолжается до сего дня; потому нет левиту части и удела с братьями его: Сам Господь есть удел его, как говорил ему Господь, Бог твой.Втор. 10:8, 9
Однако левитам были выделены земельные наделы в окрестностях различных городов, при этом каждый город должен был поддерживать своё священство десятинами и пожертвованиями. Эта повинность стала значительным фактором, вызвавшим восстание десяти северных колен после смерти Соломона (ок. 930 года до н. э.). Вождь этого восстания, Иеровоам, изгнал из нового царства Израиля всех левитов. Ок. 722 года до н. э. Северное Израильское царство было захвачено Ассирией, а население уведено в плен.
Генетические исследования ашкеназских левитов указывают на наличие общего мужского предка гаплогруппы R1a у значительной части из них, предположительно жившего на Ближнем Востоке 1,5—2,5 тысячи лет назад. В исследовании Бехара установлено, что R1a1a является доминирующей гаплогруппой у ашкеназских левитов (52%), при этом у ашкеназов-кохенов она встречается редко (1,3%).